# توربيدو جودينو
نادي توربيدو جودينو لكرة القدم (بالبيلاروسية: ФК Тарпеда-БелАЗ Жодзіна) نادي كرة قدم بيلاروسي يلعب في الدوري البيلاروسي الممتاز. تم تأسيس النادي في عام 1961.

## روابط خارجية
- FC Torpedo-BelAZ Zhodino
- الموقع الرسمي